# Мистерия звука
«Мистерия звука» — российский дистрибьютор медиапродукции на физических носителях, а также музыкальный лейбл. Компания продюсирует и выпускает диски, грампластинки и аксессуары русских исполнителей в жанрах поп-музыки, альтернативной рок-музыки, рэп-музыки и шансона.

## История
Компания была основана в 1999 году Айратом Шариповым и Александром Скрастиным как поставщик музыкальных компакт-дисков и компакт-кассет, но позднее стала одним из крупнейших дистрибьюторов мировых звукозаписывающих компаний в России, а также обзавелась собственным издательским подразделением.

## Подразделения компании
- «Мистерия Плюс» (OOO «Мистерия +») — дистрибьюторское подразделение компании «Мистерия звука», занимающееся изданием и оптовой продажей CD, DVD, MP3, Blu-ray. «Мистерия +» выпускает альбомы таких проектов и исполнителей, как «Аквариум», «Алиса», «Ария», «Би-2», Дельфин, «Пикник», Мара, «Тату», Noize MC, Валерия, «БиС», Кристина Орбакайте, Валерий Меладзе, «Ленинград», «Сектор Газа», «Красные Звёзды» и многих других[5]. Кроме того, подразделение выпускает на DVD и Blu-ray новинки отечественного и зарубежного кино — такие, как: «13-й район: Ультиматум», «Ларго Винч: Начало», «День радио», «О чём говорят мужчины», «Игра». С 2010 года «Мистерия Плюс» запустила интернет-магазин, в котором любой желающий может приобрести продукцию компании в розницу. В 2013 году «Мистерия Плюс» вывела на российский рынок коллекцию детских аксессуаров под брендом «Маша и Медведь».

- «Мистерия Рекордс» — издательское подразделение компании «Мистерия звука», занимающееся продюсированием и выпуском альбомов, а также организацией концертов. C ним сотрудничают такие исполнители, как: Григорий Лепс, Нино Катамадзе & Insight, Олег Митяев, Ирина Богушевская, «Ночные снайперы», Света и многие другие[6].

## Подлейблы

### Retro Plant
Подлейбл был основан в 2001 году и ориентирован на реставрацию и ремастеринг старых записей, начиная с 1900 года. Первым релизом стал выпуск диска «Рина Зелёная: лучшие стихи для детей».

### JetNoise Records
Дочерний лейбл, образованный весной 2001 года Александром Новиковым и Диланом Троем, сотрудниками «Мистерии звука». В 1995 году Александр Новиков попробовал себя в издательской деятельности: совместно с «Castle Rock» и «Euro Style» он выпустил на аудиокассетах сборник «Power of Decadance», на котором были представлены группы из Москвы и Санкт-Петербурга, исполняющие различные виды метала. Данный сборник не входит в официальный каталог лейбла, но считается стартовой точкой в его существовании. Изначально ориентированный на тяжёлую музыку, со временем формат поменялся, и в каталоге появлялись группы, исполняющие английский рок-н-ролл, глэм-рок, индастриал, поп-панк. В 2006 году лейбл отделился от головной компании и стал самостоятельным, периодически отдавая свои проекты на дистрибьюцию в «Мистерию звука».

### Gogol 1
Уже несуществующий подлейбл. Был создан исключительно для выпуска архивных записей киевской группы «Коллежский Асессор».

### Белорусский филиал
Белорусский филиал издателя в 2006 году учредил свою музыкальную премию по результатам продаж исполнителей, которая вручалась четырежды.

## Убийство Айрата Шарипова
28 сентября 2005 года у офиса компании по адресу дом номер 7 по 6-му Новоподмосковному переулку около 19:10 по московскому времени неизвестный преступник трижды выстрелил в руководителя компании 33-летнего Айрата Шарипова из автоматического оружия, после чего скрылся с места преступления. «Шарипов в это время выходил из помещения своей фирмы и от полученных ранений скончался на месте», — заявил представитель прокуратуры Москвы. Убийство так и осталось нераскрытым. У погибшего остались жена и трое детей.